# Selets bruk
Selets bruk este o arie protejată (arie specială de conservare — SAC, sit de importanță comunitară — SCI) din Suedia întinsă pe o suprafață de 23,7 ha, integral pe uscat.

## Localizare
Centrul sitului Selets bruk este situat la coordonatele 65°39′36″N 21°40′15″E / 65.6599°N 21.6709°E.

## Înființare
Situl Selets bruk a fost declarat sit de importanță comunitară în decembrie 1995 pentru a proteja un număr necunoscut de specii din flora spontană și fauna sălbatică aflate în arealul zonei. Situl a fost protejat și ca arie specială de conservare în martie 2011.

## Biodiversitate
Situată în ecoregiunea boreală, aria protejată conține 2 habitate naturale: Pajiști aluvionare boreale nordice, Cursuri de apă de la nivel de câmpie la nivel montan, cu vegetație Ranunculion fluitantis și Callitricho-Batrachion.
La baza desemnării sitului se află un număr nedeclarat de specii protejate.